# 日本はまかせろ! スーパーキッズ大集合
『日本はまかせろ! スーパーキッズ大集合』（にっぽんはまかせろ スーパーキッズだいしゅうごう）は、2008年5月4日（日曜） 17時00分 - 18時00分（日本標準時）にNHK総合テレビで放送されたドキュメンタリー番組・教養番組。

## 概要
日本全国の小中学生の中から選ばれた5組の「天才キッズ」が登場。ウェイクボード少年、発明少年、ドラマー少年、伊賀組紐少年、民謡少女3兄弟の5組が出演した。

## 出演者

### 司会
- 恵俊彰（ホンジャマカ）
- ベッキー

### ゲスト
- 布川敏和
- はなわ
- 香坂みゆき
- 夏川純

### ナレーター
- 三村ロンド

## スタッフ
- 構成：内田裕士
- 技術：高瀬薫
- 映像技術：大西秀明
- 撮影：大和田裕美
- 照明：千葉聡文
- 美術デザイン：多田至
- 音響効果：登澤三広
- 編集：林美和
- リサーチ：福林綾（フルタイム）
- 演出：根岸耕平
- プロデューサー：福島佳苗
- 制作統括：中山茂夫、田中文弥
- 制作協力：NHKエンタープライズ
- 製作著作：NHK、プロポ